# Armorial des communes du Nord (I-P)
- il comporte peu ou pas de sources.
- certaines figures sont encore dans un format bitmap et doivent être vectorisées.

Cette page dresse l'ensemble des armoiries (figures et blasonnements) attribuées aux communes du Nord dont les initiales vont de I jusqu'à P.
Les communes portant des armes déjà attribuées (usurpations ou armes domaniales d'Ancien Régime) ainsi que celles portant des blasons héraldiquement incorrect (armes à enquerre) sont incluses, mais les communes ne disposant pas de blason, ou celles arborant un pseudo-blason (dessin d'amateur, souvent de type logotype et ne respectant aucune règle de construction héraldique) sont volontairement exclues de cet armorial. Leur absence est désignée en fin de chaque lettre. Les communes ayant été annexées par d'autres (communes nouvelles) et qui ne disposaient pas d'un blason au jour de leur annexion, sont également absentes de cet armorial. 
Pour les articles homonymes, voir Armorial des communes du Nord.

0 dessin(s) en attente (voir : )

## I
| Blason de Illies | Blason  | D'azur à sept besants d'or 3, 3 et 1, au chef du même. |
| Blason de Illies | Détails | Le statut officiel du blason reste à déterminer.       |

| Blason de Inchy | Blason  | De gueules à trois lionceaux d'argent couronnés d'or. |
| Blason de Inchy | Détails | Le statut officiel du blason reste à déterminer.      |

| Blason de Iwuy | Blason  | D'argent à la croix engrêlée de sable, au lambel à cinq pendants de gueules brochant. |
| Blason de Iwuy | Détails | Le statut officiel du blason reste à déterminer.                                      |

## J
| Blason de Jenlain | Blason  | D'argent au chevron de sable accompagné de trois trèfles de sinople.               |
| Blason de Jenlain | Détails | Le statut officiel du blason reste à déterminer.                                   |
| Blason de Jenlain | Alias   | D'argent au chevron de sable, accompagné de trois trèfles du même,. Ancien blason. |

| Blason de Jeumont | Blason  | D'argent à trois lionceaux de gueules, à la bande engrêlée de sinople brochant sur le tout. |
| Blason de Jeumont | Détails | Le statut officiel du blason reste à déterminer.                                            |

| Blason de Jolimetz | Blason  | D'azur à la bande d'argent.                      |
| Blason de Jolimetz | Détails | Le statut officiel du blason reste à déterminer. |

## K
| Blason de Killem | Blason  | D'argent au lion de sable lampassé de gueules.   |
| Blason de Killem | Détails | Le statut officiel du blason reste à déterminer. |

## L

### La
| Blason de Lallaing | Blason  | De gueules à dix losanges d'argent accolées et aboutées, trois, trois, trois et un. |
| Blason de Lallaing | Détails | Ce blason est bien visible sur l'aquarelle de l'album de Croÿ consacrée à Lallaing. De plus, l'armorial Lalaing lui-même (1560-1570) donne ce blasonnement. Le statut officiel du blason reste à déterminer. |

| Blason de Lambersart | Blason  | D'hermine à trois bandes de gueules chargées de douze coquilles d'or, 3, 6 et 3. |
| Blason de Lambersart | Détails | Le statut officiel du blason reste à déterminer.                                 |

| Blason de Lambres-lez-Douai | Blason  | "D'argent à trois pots à deux anses de sable, au franc-quartier de gueules semé de billettes d'argent au lion brochant du même." |
| Blason de Lambres-lez-Douai | Détails | Le statut officiel du blason reste à déterminer.                                                                                 |

| Blason de Landas | Blason  | Parti-émanché d'argent et de gueules de dix pièces,. |
| Blason de Landas | Détails | Blason utilisé par la commune.                       |

| Blason de Landrecies | Blason  | D'azur à un château ouvert et donjonné de trois tours d'or, sur une terrasse du même. Sur la terrasse, une champagne chargée d'une Croix de Guerre 1914-1918, d'une Légion d'honneur et d'une Croix de Guerre 1939-1945, chacune sur les couleurs de son ruban. |
| Blason de Landrecies | Détails | Différences entre dessin et blasonnement : couleur des ouvrants du château ; le dessin présente en tout trois Croix de guerre. Le statut officiel du blason reste à déterminer.                                                                                 |
| Blason de Landrecies | Alias   | D'azur à un château ouvert et donjonné de trois tours d'or, sur une terrasse du même. Ancien blason. |

| Blason de Lannoy | Blason  | D'argent à trois têtes de chien clabaud de sable. |
| Blason de Lannoy | Détails | Le statut officiel du blason reste à déterminer.  |

| Blason de Larouillies | Blason  | Bandé d'or et de gueules.                        |
| Blason de Larouillies | Détails | Le statut officiel du blason reste à déterminer. |

| Blason de Lauwin-Planque | Blason  | Bandé de gueules et de vair.                                                                              |
| Blason de Lauwin-Planque | Détails | Différences entre dessin et blasonnement : sens du vair. Le statut officiel du blason reste à déterminer. |

### Le
| Blason de Lecelles | Blason  | D'azur semé de fleurs de lys d'or.               |
| Blason de Lecelles | Détails | Le statut officiel du blason reste à déterminer. |

| Blason de Lécluse | Blason  | D'azur à trois éperons d'or, la molette en haut. |
| Blason de Lécluse | Détails | Le statut officiel du blason reste à déterminer. |

| Blason de Lederzeele | Blason  | D'azur semé de billettes d'or, à la bande du même chargée de trois merlettes de gueules posées à plomb brochante. |
| Blason de Lederzeele | Détails | Le statut officiel du blason reste à déterminer.                                                                  |

| Blason de Ledringhem | Blason  | De gueules au chevron d'hermine, accompagné de trois molettes à six rais d'argent. |
| Blason de Ledringhem | Détails | Le statut officiel du blason reste à déterminer.                                   |

| Blason de Leers | Blason  | De sable à quatre clefs d'argent mises en pal, 2 et 2, les pannetons en haut et à dextre. |
| Blason de Leers | Détails | Le statut officiel du blason reste à déterminer.                                          |

| Blason de Leffrinckoucke | Blason  | Échiqueté d'argent et d'azur, à la roue dentée de seize pièces de sable remplie de gueules, soutenue de deux épis de blé d'or passés en sautoir, au chef du même soutenu d'une trangle ondée d'azur, chargé d'un lion léopardé de sable armé et lampassé de gueules.                                                               |
| Blason de Leffrinckoucke | Détails | - Échiqueté d'argent et d'azur. - Taillé d'azur à une usine d'argent et d'or au lion léopardé de sable, à la barre de gueules brochant sur le taillé. - Croix de Guerre avec étoile d'argent - 1940, - Citation : "Leffrinckoucke a bien mérité de la Patrie", attribuée en 1658. Le statut officiel du blason reste à déterminer. |

| Blason de Lesdain | Blason  | D'or à trois chevrons de gueules.                |
| Blason de Lesdain | Détails | Le statut officiel du blason reste à déterminer. |

| Blason de Lesquin | Blason  | D'or à la croix engrêlée de gueules.             |
| Blason de Lesquin | Détails | Le statut officiel du blason reste à déterminer. |

| Blason de Leval | Blason  | Échiqueté d'argent et d'azur, sur le tout de gueules plain. |
| Blason de Leval | Détails | Le statut officiel du blason reste à déterminer.            |

| Blason de Lewarde | Blason  | Coupé d'or au lion de gueules tenant de ses pattes de devant une banderole du même, et d'azur à trois merlettes d'argent. |
| Blason de Lewarde | Détails | Le statut officiel du blason reste à déterminer.                                                                          |

| Blason de Lezennes | Blason  | D'or à trois fleurs de lys d'azur, au franc-canton bandé d'argent et de gueules. |
| Blason de Lezennes | Détails | Le statut officiel du blason reste à déterminer.                                 |

| Blason de Lez-Fontaine | Blason  | Écartelé d'argent à trois fasces de gueules et d'argent à trois doloires de gueules, les deux du chef adossées. |
| Blason de Lez-Fontaine | Détails | Le statut officiel du blason reste à déterminer.                                                                |

### Li
| Blason de Liessies | Blason  | D'argent à une hure de sanglier de sable, défendue du champ et lampassée de gueules. |
| Blason de Liessies | Détails | Le statut officiel du blason reste à déterminer.                                     |

| Blason de Lieu-Saint-Amand | Blason  | D'azur semé de fleurs de lys d'or.               |
| Blason de Lieu-Saint-Amand | Détails | Le statut officiel du blason reste à déterminer. |

| Blason de Ligny-en-Cambrésis | Blason  | D'azur à un écusson d'argent, accompagné de onze billettes du même mises en orle. |
| Blason de Ligny-en-Cambrésis | Détails | Le statut officiel du blason reste à déterminer.                                  |

| Blason de Ligny-en-Weppes | Blason  | D'azur à un écusson d'argent en abîme, au sautoir de gueules brochant sur le tout.                                 |
| Blason de Ligny-en-Weppes | Détails | En 1927 Ligny fusionne avec Beaucamps et devient Beaucamps-Ligny. Le statut officiel du blason reste à déterminer. |

| Blason de Lille | Blason  | De gueules à la fleur de lys florencée d'argent. |
| Blason de Lille | Détails | Le statut officiel du blason reste à déterminer. |
| Blason de Lille | Alias   | Coupé d'azur et de gueules, l'azur au drapeau en lance d'argent orlé d'or; le gueules à la ville fortifiée et bombardée, le tout d'argent au chef cousu des bonnes villes. Napoléon a donné à la ville de Lille des armes impériales. Elles resteront inchangées jusqu'à la fin du XIXe siècle où les abeilles (symbole impérial) seront remplacées par des étoiles. Un tel écu est d'ailleurs visible au niveau du dôme de la Poste située place de la République. Le maire de Lille, Gustave Delory, rétablira finalement le blason actuel. |

| Blason de Limont-Fontaine | Blason  | D'or à trois chevrons de sable.                                          |
| Blason de Limont-Fontaine | Détails | Le statut officiel du blason reste à déterminer.                         |
| Blason de Limont-Fontaine | Alias   | D'argent, à trois fasces de gueules. La Mairie semble préférer celui-ci. |

| Blason de Linselles | Blason  | D'argent à une fasce de sable.                   |
| Blason de Linselles | Détails | Le statut officiel du blason reste à déterminer. |

### Lo
| Blason de Locquignol | Blason  | D'azur à trois macles d'argent.                  |
| Blason de Locquignol | Détails | Le statut officiel du blason reste à déterminer. |

| Blason de Loffre | Blason  | D'azur semé de fleurs de lys d'or, au cerf d'argent passant brochant sur le tout. |
| Blason de Loffre | Détails | Le statut officiel du blason reste à déterminer.                                  |

| Blason de Lomme | Blason  | Bandé d'or et de gueules.                                                              |
| Blason de Lomme | Détails | Commune associée à Lille depuis 2000. Le statut officiel du blason reste à déterminer. |

| Blason de Lompret | Blason  | D'or à trois chevrons de sable.                  |
| Blason de Lompret | Détails | Le statut officiel du blason reste à déterminer. |

| Blason de Longueville (La) | Blason  | D'azur semé de billettes d'argent, au lion du même, armé et lampassé de gueules, brochant sur le tout. |
| Blason de Longueville (La) | Détails | Le statut officiel du blason reste à déterminer.                                                       |

| Blason de Looberghe | Blason  | D'argent à la croix de sable chargée de cinq quintefeuilles d'or. |
| Blason de Looberghe | Détails | Le statut officiel du blason reste à déterminer.                  |

| Blason de Loon-Plage | Blason  | D'argent semé de billettes de sable, à un lion du même, armé et lampassé de gueules, brochant sur le tout.                                                       |
| Blason de Loon-Plage | Détails | Le statut officiel du blason reste à déterminer. |
| Blason de Loon-Plage | Alias   | D'or semé de billettes de sable, à un lion du même, armé et lampassé de gueules, brochant sur le tout. Depuis quelques années, la mairie utilise cette variante. |

| Blason de Loos | Blason  | De gueules à trois croissants d'or.              |
| Blason de Loos | Détails | Le statut officiel du blason reste à déterminer. |

| Blason de Lourches | Blason  | D'azur semé de fleurs de lys d'or.               |
| Blason de Lourches | Détails | Le statut officiel du blason reste à déterminer. |

| Blason de Louvignies-Bavay | Blason  | De gueules semé de billettes d'argent, au lion du même, lampassé de gueules, brochant sur le tout. |
| Blason de Louvignies-Bavay | Détails | Ancienne commune rattachée à Bavay le 15/11/1946. Le statut officiel du blason reste à déterminer. |

| Blason de Louvignies-Quesnoy | Blason  | De vair à trois pals de gueules.                 |
| Blason de Louvignies-Quesnoy | Détails | Le statut officiel du blason reste à déterminer. |

| Blason de Louvil | Blason  | De gueules à une escarboucle d'or percée de sinople. |
| Blason de Louvil | Détails | Le statut officiel du blason reste à déterminer.     |

| Blason de Louvroil | Blason  | D'or à l'aigle à deux têtes de sable, becquée et membrée d'or, languée de gueules. |
| Blason de Louvroil | Détails | Le statut officiel du blason reste à déterminer.                                   |
| Blason de Louvroil | Alias   | D'azur à l'aigle à deux têtes d'or. La Mairie semble préférer celui-ci.            |

### Ly
| Blason de Lynde | Blason  | D'argent à trois maillets de sable.              |
| Blason de Lynde | Détails | Le statut officiel du blason reste à déterminer. |

| Blason de Lys-lez-Lannoy | Blason  | De vair au chef de gueules.                      |
| Blason de Lys-lez-Lannoy | Détails | Le statut officiel du blason reste à déterminer. |

## M

### Ma
| Blason de Madeleine (La) | Blason  | De sable à l'aigle d'argent, becquée et membrée d'or. |
| Blason de Madeleine (La) | Détails | Le statut officiel du blason reste à déterminer.      |

| Blason de Maing | Blason  | D'argent au lion de sable, couronné d'or, armé et lampassé de gueules. |
| Blason de Maing | Détails | Le statut officiel du blason reste à déterminer.                       |

| Blason de Mairieux | Blason  | D'azur à la croix recroisetée et perronnée de trois marches d'or. |
| Blason de Mairieux | Détails | Le statut officiel du blason reste à déterminer.                  |

| Blason de Maisnil (Le) | Blason  | D'azur à l'écusson d'argent en abîme, accompagné de sept merlettes du même mises en orle. |
| Blason de Maisnil (Le) | Détails | Le statut officiel du blason reste à déterminer.                                          |

| Blason de Malincourt | Blason  | D'argent au lion de gueules, et un lambel à cinq pendants d'azur en chef. |
| Blason de Malincourt | Détails | Le statut officiel du blason reste à déterminer.                          |

| Blason de Malo-les-Bains | Blason  | De gueules à l'étoile d'argent surmontée de deux roses d'or et soutenue d'une mer d'argent; au chef d'or chargé d'un lion de sable. Ornements extérieursCroix de Guerre - 1940 Devise« ascendam superius » (je m'élèverai plus haut). |
| Blason de Malo-les-Bains | Détails | Ancienne commune ayant fusionné en 1970 avec la ville de Dunkerque. Le statut officiel du blason reste à déterminer. |

| Blason de Marbaix | Blason  | D'argent à un rencontre de cerf de gueules brochant sur une crosse d'or en pal.                                                                             |
| Blason de Marbaix | Détails | * Il y a là non-respect de la règle de contrariété des couleurs : ces armes sont fautives (or sur argent). Le statut officiel du blason reste à déterminer. |

| Blason de Marchiennes | Blason  | D'or à une escarboucle de sable, chargée en cœur d'un rubis de gueules. |
| Blason de Marchiennes | Détails | Le statut officiel du blason reste à déterminer.                        |

| Blason de Marcoing | Blason  | De sable fretté d'argent.                        |
| Blason de Marcoing | Détails | Le statut officiel du blason reste à déterminer. |

| Blason de Marcq-en-Barœul | Blason  | D'argent à la croix d'azur.                      |
| Blason de Marcq-en-Barœul | Détails | Le statut officiel du blason reste à déterminer. |

| Blason de Marcq-en-Ostrevent | Blason  | D'argent à trois aiglettes éployées de sable.    |
| Blason de Marcq-en-Ostrevent | Détails | Le statut officiel du blason reste à déterminer. |

| Blason de Mardyck | Blason  | D'azur à une barque d'or, portant un Saint Nicolas de carnation, vêtu d'argent et d'or, crossé et mitré du même, et bénissant de la dextre.                                                                                |
| Blason de Mardyck | Détails | Ancienne commune, associé depuis 1980 à la ville de Dunkerque. Le statut officiel du blason reste à déterminer. |
| Blason de Mardyck | Alias   | D'azur à une barque d'or, portant un Saint Nicolas de carnation, vêtu d'argent et d'or, crossé et mitré du même, et bénissant de la dextre, trois enfants à ses pieds le regardant. En 1989, la commune modifie le blason. |

| Blason de Maresches | Blason  | D'or à trois lionceaux d'azur, au chef de gueules chargé d'une Notre-Dame-de-Grâce à mi-corps, de carnation, vêtue de gueules et d'azur et tenant l'enfant Jésus à senestre. |
| Blason de Maresches | Détails | Le statut officiel du blason reste à déterminer. |

| Blason de Maretz | Blason  | De gueules à une rose tigée et feuillée d'argent. |
| Blason de Maretz | Détails | Le statut officiel du blason reste à déterminer.  |

| Blason de Marly | Blason  | D'or à la croix de sable.                        |
| Blason de Marly | Détails | Le statut officiel du blason reste à déterminer. |

| Blason de Maroilles | Blason  | D'argent à un rencontre de cerf de gueules brochant sur une crosse d'or en pal. |
| Blason de Maroilles | Détails | Le statut officiel du blason reste à déterminer.                                |

| Blason de Marpent | Blason  | De gueules à dix losanges d'argent accolées et aboutées, trois, trois, trois et un. |
| Blason de Marpent | Détails | Le statut officiel du blason reste à déterminer.                                    |

| Blason de Marquette-en-Ostrevant | Blason  | D'azur semé de billettes d'argent, au croissant du même brochant sur le tout. |
| Blason de Marquette-en-Ostrevant | Détails | Le statut officiel du blason reste à déterminer.                              |

| Blason de Marquette-lez-Lille | Blason  | D'azur au nom de Marquette d'argent mis en bande entre deux cotices du même. |
| Blason de Marquette-lez-Lille | Détails | Le statut officiel du blason reste à déterminer.                             |

| Blason de Marquillies | Blason  | D'argent à la fasce d'azur.                      |
| Blason de Marquillies | Détails | Le statut officiel du blason reste à déterminer. |

| Blason de Masnières | Blason  | D'azur à l'écusson d'argent, accompagné de onze billettes du même mises en orle. |
| Blason de Masnières | Détails | Le statut officiel du blason reste à déterminer.                                 |

| Blason de Masny | Blason  | D'or à trois chevrons de sable.                  |
| Blason de Masny | Détails | Le statut officiel du blason reste à déterminer. |

| Blason de Mastaing | Blason  | De gueules à la fasce d'or accompagnée en chef d'une divise vivrée du même. |
| Blason de Mastaing | Détails | Le statut officiel du blason reste à déterminer.                            |

| Blason de Maubeuge | Blason  | D'or à quatre lionceaux, les deux rangés en bande de sable, armés et lampassés de gueules, les deux rangés en barre du même, armés et lampassés d'azur ; surmontés d'une aigle de sable, becquée, languée et onglée de gueules; à la crosse d'or brochant en bande sur le tout. |
| Blason de Maubeuge | Détails | Le statut officiel du blason reste à déterminer. |

| Blason de Maulde | Blason  | D'or à la bande de gueules.                      |
| Blason de Maulde | Détails | Le statut officiel du blason reste à déterminer. |

| Blason de Maurois | Blason  | D'azur au lion d'argent et à la bordure d'or.    |
| Blason de Maurois | Détails | Le statut officiel du blason reste à déterminer. |

| Blason de Mazinghien | Blason  | De sinople à une mésange au naturel perchée sur une branche ; au chef parti : au 1, de pourpre à une croix d'or chargée en abîme d'un écusson d'or à trois bandes de sinople surmonté d'une couronne d'or, accompagnée en chef d'un chapeau d'archevêque de sinople à dix houppes de sable, de chaque côté, posées 1, 2, 3 et 4, et en pointe d'une bannière d'argent portant la devise : "A te principium, tibi desinet" de sable ; au 2, d'or au lion de sable, armé et lampassé de gueules. |
| Blason de Mazinghien | Détails | Le statut officiel du blason reste à déterminer. |

### Me à Mi
| Blason de Mecquignies | Blason  | D'or à l'aigle bicéphale de sable becquée et membrée du champ, et languée de gueules. |
| Blason de Mecquignies | Détails | Le statut officiel du blason reste à déterminer.                                      |

| Blason de Merckeghem | Blason  | D'or à deux crosses de gueules affrontées et passées en sautoir, accompagnées en chef et en flancs de trois corbeaux de sable, et en pointe d'un mont de sinople. |
| Blason de Merckeghem | Détails | Le statut officiel du blason reste à déterminer. |

| Blason de Mérignies | Blason  | Plumeté d'or et de sable.                        |
| Blason de Mérignies | Détails | Le statut officiel du blason reste à déterminer. |

| Blason de Merris | Blason  | D'argent à trois cornets de sable liés et virolés de gueules. |
| Blason de Merris | Détails | Le statut officiel du blason reste à déterminer.              |

| Blason de Merville | Blason  | Coupé d'or et d'azur, à trois fleurs de lys de l'un en l'autre . |
| Blason de Merville | Détails | Le statut officiel du blason reste à déterminer.                 |

| Blason de Méteren | Blason  | De gueules à deux clefs d'argent affrontées et passées en sautoir, sur le tout d'or à trois cors de sable, liés du premier. |
| Blason de Méteren | Détails | Le statut officiel du blason reste à déterminer.                                                                            |

| Blason de Millam | Blason  | De gueules au chef d'argent chargé de trois merlettes du champ. |
| Blason de Millam | Détails | Le statut officiel du blason reste à déterminer.                |

| Blason de Millonfosse | Blason  | D'argent à une ombre de soc double de charrue posée en pal, accompagné à dextre d'un roseau de sinople et à senestre de deux épis d'or l'un en pal l'autre en barre brochant sur le premier; au chef parti 1) de sinople à une fleur de lis d'argent, 2) taillé d'azur et de gueules à la cotice en barre d'or brochant sur la partition et à une clé de sable brochant sur le tout. * Il y a là non-respect de la règle de contrariété des couleurs : ces armes sont fautives (or sur arg.). |
| Blason de Millonfosse | Détails | Le statut officiel du blason reste à déterminer. |

### Mo
| Blason de Moëres (Les) | Blason  | D'argent à la gerbe de sable liée du champ, soutenue d'une couronne de blé ouverte du second et liée du champ. |
| Blason de Moëres (Les) | Détails | Le statut officiel du blason reste à déterminer.                                                               |

| Blason de Mœuvres | Blason  | De gueules à deux chevrons d'argent.             |
| Blason de Mœuvres | Détails | Le statut officiel du blason reste à déterminer. |

| Blason de Monceau-Saint-Waast | Blason  | De gueules à une licorne assise d'argent.        |
| Blason de Monceau-Saint-Waast | Détails | Le statut officiel du blason reste à déterminer. |

| Blason de Monchaux-sur-Écaillon | Blason  | D'argent à cinq cotices de gueules, à la bordure de sable chargée de huit besants d'or. |
| Blason de Monchaux-sur-Écaillon | Détails | Le statut officiel du blason reste à déterminer.                                        |

| Blason de Moncheaux | Blason  | De sinople à l'inscription "Monceaux" en onciales d'or mise en bande, coticée du même, et accompagné en chef senestre d'un écu gironné d'or et d'azur de douze pièces, un écusson de gueules brochant en cœur sur le gironné. |
| Blason de Moncheaux | Détails | Le blason porte bien Monceaux et non Moncheaux. Le statut officiel du blason reste à déterminer. |

| Blason de Monchecourt | Blason  | De gueules à trois chevrons d'argent.            |
| Blason de Monchecourt | Détails | Le statut officiel du blason reste à déterminer. |

| Blason de Mons-en-Barœul | Blason  | D'or à la bande de sable.                        |
| Blason de Mons-en-Barœul | Détails | Le statut officiel du blason reste à déterminer. |

| Blason de Mons-en-Pévèle | Blason  | D'or à la croix ancrée et alésée de gueules.     |
| Blason de Mons-en-Pévèle | Détails | Le statut officiel du blason reste à déterminer. |

| Blason de Montay | Blason  | Échiqueté d'argent et d'azur, au lambel à six pendants de gueules. |
| Blason de Montay | Détails | Le statut officiel du blason reste à déterminer.                   |

| Blason de Montigny-en-Cambrésis | Blason  | D'azur au lion d'argent, à la bordure d'or.      |
| Blason de Montigny-en-Cambrésis | Détails | Le statut officiel du blason reste à déterminer. |

| Blason de Montigny-en-Ostrevent | Blason  | Écartelé d'un fascé de gueules et de vair, et du premier à dix losanges aboutées et accolées d'argent, 3, 3, 3 et 1. |
| Blason de Montigny-en-Ostrevent | Détails | Le statut officiel du blason reste à déterminer.                                                                     |

| Blason de Montrécourt | Blason  | D'argent à la bande d'azur chargée de trois coquilles d'or. |
| Blason de Montrécourt | Détails | Le statut officiel du blason reste à déterminer.            |

| Blason de Morbecque | Blason  | D'azur à une fasce d'or.                         |
| Blason de Morbecque | Détails | Le statut officiel du blason reste à déterminer. |

| Blason de Morenchies | Blason  | Coupé d'azur à une croix de calvaire d'or entrelacée d'une couronne d'épines du même, et de gueules à trois fleurs de lis d'or. |
| Blason de Morenchies | Détails | Blason historique : la commune a été annexée en 1971 par la ville de Cambrai. Le statut officiel du blason reste à déterminer.  |

| Blason de Mortagne-du-Nord | Blason  | D'or à la croix de gueules.                      |
| Blason de Mortagne-du-Nord | Détails | Le statut officiel du blason reste à déterminer. |

| Blason de Motte-aux-Bois (La) | Blason  | De gueules à un château d'or, et une bordure cousue d'azur*, chargée de cinq églises d'or, deux en chef, une à chaque flanc et une en pointe. |
| Blason de Motte-aux-Bois (La) | Détails | * Ces armes emploient le terme « cousu » dans le seul but de contrevenir à la règle de contrariété des couleurs : elles sont fautives : azur sur gueules. Blason historique : la commune a été absorbée entre 1790 et 1794 par la commune de Morbecque. Le statut officiel du blason reste à déterminer. |

| Blason de Mouchin | Blason  | De gueules à la croix ancrée et alésée d'or, cantonnée de quatre couronnes de laurier du même. |
| Blason de Mouchin | Détails | Le statut officiel du blason reste à déterminer.                                               |

| Blason de Moustier-en-Fagne | Blason  | De gueules à deux clefs d'or adossées en sautoir, les pannetons en haut. |
| Blason de Moustier-en-Fagne | Détails | Le statut officiel du blason reste à déterminer.                         |

| Blason de Mouvaux | Blason  | D'or fretté d'azur.                              |
| Blason de Mouvaux | Détails | Le statut officiel du blason reste à déterminer. |

## N

### Na à Ne
| Blason de Naves | Blason  | De gueules à la bande d'argent.                  |
| Blason de Naves | Détails | Le statut officiel du blason reste à déterminer. |

| Blason de Neuf-Berquin | Blason  | De gueules à un écusson d'or en abîme.           |
| Blason de Neuf-Berquin | Détails | Le statut officiel du blason reste à déterminer. |

| Blason de Neuf-Mesnil | Blason  | De gueules à la bande de vair.                   |
| Blason de Neuf-Mesnil | Détails | Le statut officiel du blason reste à déterminer. |

| Blason de Neuville (La) | Blason  | De gueules au chef d'or.                         |
| Blason de Neuville (La) | Détails | Le statut officiel du blason reste à déterminer. |

| Blason de Neuville-en-Avesnois | Blason  | D'or à trois chevrons de sable.                  |
| Blason de Neuville-en-Avesnois | Détails | Le statut officiel du blason reste à déterminer. |

| Blason de Neuville-en-Ferrain | Blason  | D'or à trois bandes de gueules.                  |
| Blason de Neuville-en-Ferrain | Détails | Le statut officiel du blason reste à déterminer. |

| Blason de Neuville-Saint-Rémy | Blason  | D'azur semé de fleurs de lis d'or, à un cerf passant d'argent brochant sur le tout. |
| Blason de Neuville-Saint-Rémy | Détails | Le statut officiel du blason reste à déterminer.                                    |

| Blason de Neuville-sur-Escaut | Blason  | D'azur semé de fleurs de lys d'or.               |
| Blason de Neuville-sur-Escaut | Détails | Le statut officiel du blason reste à déterminer. |

| Blason de Neuvilly | Blason  | D'argent à la croix ancrée de sable.             |
| Blason de Neuvilly | Détails | Le statut officiel du blason reste à déterminer. |

### Ni à No
| Blason de Nieppe | Blason  | Écartelé : aux 1 et 4, de sable à six besants d'or, 3, 2 et 1 ; aux 2 et 3, d'argent au chevron de gueules accompagné de trois roses du même. |
| Blason de Nieppe | Détails | Le statut officiel du blason reste à déterminer.                                                                                              |

| Blason de Niergnies | Blason  | De sinople au mouton d'argent.                   |
| Blason de Niergnies | Détails | Le statut officiel du blason reste à déterminer. |
| Blason de Niergnies | Alias   | De sable fretté d'argent. D'après Eugène Bouly   |

| Blason de Nieurlet | Blason  | Vairé d'or et d'azur.                            |
| Blason de Nieurlet | Détails | Le statut officiel du blason reste à déterminer. |

| Blason de Nivelle | Blason  | D'or à la croix de gueules.                      |
| Blason de Nivelle | Détails | Le statut officiel du blason reste à déterminer. |

| Blason de Nomain | Blason  | De gueules à trois bustes de carnation, chevelés d'or, ayant chacun un bandeau d'azur sur les yeux. |
| Blason de Nomain | Détails | Le statut officiel du blason reste à déterminer.                                                    |

| Blason de Noordpeene | Blason  | D'argent à cinq fusées de gueules accolées en bande. |
| Blason de Noordpeene | Détails | Le statut officiel du blason reste à déterminer.     |

| Blason de Noyelles-lès-Seclin | Blason  | D'argent au chevron de gueules, accompagné en chef de deux merlettes de sable et en pointe d'un trèfle de sinople. |
| Blason de Noyelles-lès-Seclin | Détails | Le statut officiel du blason reste à déterminer.                                                                   |

| Blason de Noyelles-sur-Escaut | Blason  | Burelé d'argent et d'azur de douze pièces.       |
| Blason de Noyelles-sur-Escaut | Détails | Le statut officiel du blason reste à déterminer. |

| Blason de Noyelles-sur-Sambre | Blason  | D'argent à un rencontre de cerf de gueules brochant sur une crosse d'or en pal. |
| Blason de Noyelles-sur-Sambre | Détails | Le statut officiel du blason reste à déterminer.                                |

| Blason de Noyelles-sur-Selle | Blason  | D'azur à la bande d'or, accompagnée de six besants d'or mis en orle. |
| Blason de Noyelles-sur-Selle | Détails | Le statut officiel du blason reste à déterminer.                     |

## O
| Blason de Obies | Blason  | D'or à la croix engrêlée de gueules.             |
| Blason de Obies | Détails | Le statut officiel du blason reste à déterminer. |

| Blason de Obrechies | Blason  | D'azur à trois fleurs de lis d'or.               |
| Blason de Obrechies | Détails | Le statut officiel du blason reste à déterminer. |

| Blason de Ochtezeele | Blason  | D'azur à la bande d'argent.                      |
| Blason de Ochtezeele | Détails | Le statut officiel du blason reste à déterminer. |

| Blason de Odomez | Blason  | De gueules à une licorne assise d'argent.        |
| Blason de Odomez | Détails | Le statut officiel du blason reste à déterminer. |

| Blason de Ohain | Blason  | De gueules à trois pals d'or, à la bordure engrêlée d'azur. |
| Blason de Ohain | Détails | Le statut officiel du blason reste à déterminer.            |

| Blason de Oisy | Blason  | Écartelé : aux 1 et 4, d'argent à la fasce de sable ; aux 2 et 3, d'or à la croix ancrée de sable. |
| Blason de Oisy | Détails | Le statut officiel du blason reste à déterminer.                                                   |

| Blason de Onnaing | Blason  | D'or à trois lionceaux d'azur, au chef de gueules chargé d'une Notre-Dame de Grâce à mi-corps, tenant l'Enfant Jésus à senestre, et vêtue de gueules et d'azur. |
| Blason de Onnaing | Détails | Le statut officiel du blason reste à déterminer. |

| Blason de Oost-Cappel | Blason  | Écartelé : aux 1 et 4, contre-écartelé d'or et de sable ; aux 2 et 3, bandé d'argent et d'azur, à la bordure de gueules ; sur le tout, de gueules à trois bandes de vair et au chef d'or. |
| Blason de Oost-Cappel | Détails | Différences entre dessin et blasonnement. Le statut officiel du blason reste à déterminer.                                                                                                |

| Blason de Orchies | Blason  | D'argent au lion de sable, armé et lampassé de gueules, adextré en chef d'une croisette du même, le tout enfermé dans une chaîne de gueules en orle. |
| Blason de Orchies | Détails | Le statut officiel du blason reste à déterminer. |

| Blason de Ors | Blason  | D'or à trois lionceaux d'azur, au chef de gueules chargé d'une Notre-Dame-de-Grâce à mi-corps, de carnation, vêtue de gueules et d'azur et tenant l'enfant Jésus à senestre. |
| Blason de Ors | Détails | Le statut officiel du blason reste à déterminer. |

| Blason de Orsinval | Blason  | D'or à trois lionceaux d'azur, au chef de gueules chargé d'une Notre-Dame-de-Grâce à mi-corps, de carnation, vêtue de gueules et d'azur et tenant l'enfant Jésus à senestre. |
| Blason de Orsinval | Détails | Le statut officiel du blason reste à déterminer. |

| Blason de Ostricourt | Blason  | De gueules au chef d'or.                         |
| Blason de Ostricourt | Détails | Le statut officiel du blason reste à déterminer. |

| Blason de Oudezeele | Blason  | D'argent à trois cors de sable, liés de gueules, virolés d'or. |
| Blason de Oudezeele | Détails | Le statut officiel du blason reste à déterminer.               |

| Blason de Oxelaëre | Blason  | Échiqueté d'or et de gueules.                    |
| Blason de Oxelaëre | Détails | Le statut officiel du blason reste à déterminer. |

## P

### Pa à Pi
| Blason de Paillencourt | Blason  | De gueules à deux léopards d'argent passant l'un sur l'autre, à une bordure d'or. |
| Blason de Paillencourt | Détails | Le statut officiel du blason reste à déterminer.                                  |

| Blason de Pecquencourt | Blason  | D'azur semé de fleurs de lis d'or (De France ancien), au cerf d'argent passant brochant. |
| Blason de Pecquencourt | Détails | Le statut officiel du blason reste à déterminer.                                         |

| Blason de Pérenchies | Blason  | D'argent à la bordure de sinople, à la bande componée du champ et de gueules brochante. |
| Blason de Pérenchies | Détails | Le statut officiel du blason reste à déterminer.                                        |

| Blason de Péronne-en-Mélantois | Blason  | D'azur à trois merlettes d'argent.               |
| Blason de Péronne-en-Mélantois | Détails | Le statut officiel du blason reste à déterminer. |

| Blason de Petit-Fayt | Blason  | D'argent à trois fasces de gueules.              |
| Blason de Petit-Fayt | Détails | Le statut officiel du blason reste à déterminer. |

| Blason de Petite-Synthe | Blason  | D'argent à la croix ancrée de gueules cantonnée de quatre grelots de sable. |
| Blason de Petite-Synthe | Détails | Blason historique : la commune a été annexée en 1972 par Dunkerque. - Croix de Guerre avec Citation à l'ordre de la Division - 1940 Le statut officiel du blason reste à déterminer. |

| Blason de Phalempin | Blason  | De gueules au chef d'or.                         |
| Blason de Phalempin | Détails | Le statut officiel du blason reste à déterminer. |

| Blason de Pitgam | Blason  | D'azur à une fasce d'argent.                     |
| Blason de Pitgam | Détails | Le statut officiel du blason reste à déterminer. |

Petite-Forêt ne dispose pas d'un blason connu à ce jour.

### Po
| Blason de Poix-du-Nord | Blason  | De vair à trois pals de gueules.                 |
| Blason de Poix-du-Nord | Détails | Le statut officiel du blason reste à déterminer. |

| Blason de Pommereuil (Le) | Blason  | D'argent à la croix ancrée de sable.             |
| Blason de Pommereuil (Le) | Détails | Le statut officiel du blason reste à déterminer. |

| Blason de Pont-à-Marcq | Blason  | De sable à l'aigle d'argent becquée et membrée d'or. |
| Blason de Pont-à-Marcq | Détails | Le statut officiel du blason reste à déterminer.     |

| Blason de Pont-sur-Sambre | Blason  | D'azur au lion d'or tenant en ses pattes une clef d'argent, le panneton en haut et à dextre. |
| Blason de Pont-sur-Sambre | Détails | Le statut officiel du blason reste à déterminer.                                             |

| Blason de Potelle | Blason  | D'azur à la bande d'or accompagnée de six besants du même mis en orle. |
| Blason de Potelle | Détails | Le statut officiel du blason reste à déterminer.                       |

### Pr
| Blason de Pradelles | Blason  | D'argent au chevron de gueules accompagné de trois merlettes de sable. |
| Blason de Pradelles | Détails | Le statut officiel du blason reste à déterminer.                       |

| Blason de Prémesques | Blason  | Burelé-vivré d'argent et d'azur de douze pièces. |
| Blason de Prémesques | Détails | Le statut officiel du blason reste à déterminer. |

| Blason de Préseau | Blason  | Vairé d'or et de sable, au croissant de gueules brochant sur le tout. |
| Blason de Préseau | Détails | Le statut officiel du blason reste à déterminer.                      |

| Blason de Preux-au-Bois | Blason  | Écartelé d'argent à la fasce de sable, et d'or à la croix ancrée du second. |
| Blason de Preux-au-Bois | Détails | Le statut officiel du blason reste à déterminer.                            |

| Blason de Preux-au-Sart | Blason  | De gueules à la fasce fuselée de cinq pièces d'or.                                         |
| Blason de Preux-au-Sart | Détails | Différences entre dessin et blasonnement. Le statut officiel du blason reste à déterminer. |

| Blason de Prisches | Blason  | D'azur à la fasce d'or.                          |
| Blason de Prisches | Détails | Le statut officiel du blason reste à déterminer. |

| Blason de Prouvy | Blason  | D'or à un trécheur fleuronné de sinople, une fasce de gueules frettée d'argent brochant sur le tout. |
| Blason de Prouvy | Détails | Le statut officiel du blason reste à déterminer.                                                     |

| Blason de Proville | Blason  | De gueules au croissant d'argent.                |
| Blason de Proville | Détails | Le statut officiel du blason reste à déterminer. |

| Blason de Provin | Blason  | D'azur à six étoiles à six rais d'or, 3, 2 et 1. |
| Blason de Provin | Détails | Le statut officiel du blason reste à déterminer. |